# Associação Ferroviária de Esportes
La Associação Ferroviária de Esportes (literalmente en español: Asociación Ferroviaria de Deportes) es un club de fútbol brasileño de la ciudad de Araraquara. Fue fundado en 1950 y juega desde 2025 en el Campeonato Brasileño de Serie B, la segunda categoría nacional, además del Campeonato Paulista Serie A2, la segunda categoría del estado de São Paulo. El equipo femenino disputa además el Campeonato Brasileño, donde obtuvo el título en 2014.

## Jugadores

### Plantilla 2025

#### Altas y bajas 2024/2025 (verano)
| Altas         | Altas          | Altas              | Altas                   | Altas |
| Jugador       | Posición       | Procedencia        | Tipo                    | Costo |
| ------------- | -------------- | ------------------ | ----------------------- | ----- |
| Wesley        | Delantero      | Coritiba           | Transferencia.          | --    |
| Dênis Júnior  | Portero        | Bahia              | Préstamo.               | --    |
| Gustavo Jundi | Portero        | Desportivo Brasil  | Transferencia.          | --    |
| Igor Carvalho | Portero        | Ferroviária sub-20 | Promoción.              | --    |
| Dowglas       | Defensa        | Ferroviária sub-20 | Promoción.              | --    |
| Nicolas       | Defensa        | Ferroviária sub-20 | Promoción.              | --    |
| Meireles      | Volante        | Ferroviária sub-20 | Promoción.              | --    |
| Dieguinho     | Centrocampista | Ferroviária sub-20 | Promoción.              | --    |
| Jhonatan      | Centrocampista | Ferroviária sub-20 | Promoción.              | --    |
| Victor Silva  | Delantero      | Ferroviária sub-20 | Promoción.              | --    |
| Pedro Estevam | Delantero      | Ferroviária sub-20 | Promoción.              | --    |
| Ian Luccas    | Volante        | Cruzeiro           | Préstamo.               | --    |
| Alencar       | Volante        | Retrô              | Transferencia.          | --    |
| Zé Mário      | Defensa        | Mirassol           | Rescisión de contrato.  | --    |
| Denilson      | Delantero      | Guarany de Bagé    | Transferencia.          | --    |
| Thayllon      | Delantero      | Atlético-GO        | Renovación de préstamo. | --    |

| Bajas           | Bajas     | Bajas   | Bajas     | Bajas |
| Jugador         | Posición  | Destino | Tipo      | Costo |
| --------------- | --------- | ------- | --------- | ----- |
| Antônio Gabriel | Delantero | CRAC    | Préstamo. | --    |

### Jugadores destacados
- Bazzani[27]
- Cardoso[28][29]
- Dirceu[30][31]
- Dudu[32]
- Fogueira[33]
- Peixinho[34]
- Pio[35]
- Téia[36][37]
- Volnei[38]
- Vonei[39]

## Entrenadores
- Zezinho (abril de 1951–noviembre de 1952)[40][41]
- István Hory (noviembre de 1952)[41]
- Abel Picabea (noviembre de 1952–mayo de 1953)[41][42][43]
- Gaetano De Domenico (junio de 1953–enero de 1954)[44][45][46]
- Armando Renganeschi (febrero de 1954–junio de 1955)[46][47]
- Capilé (julio de 1955–1956)[47][48][49]
- Picolim (1956)[50][51]
- Rui Campos (1957)[52]
- Picolim (1957)[51][52]
- José Agnelli (1958–diciembre de 1959)[52][53]
- Bauer (enero de 1960–1960)[52][54]
- José Agnelli (1960–1961)[52]
- Floreal Garro (1962)[52]
- Almeida (1962)[52]
- Modesto Bría (julio de 1962–octubre de 1962)[52][55]
- Francisco Sarno (1962)[52]
- Picolim (1962)[51]
- Capilé (abril de 1963–junio de 1963)[56]
- Floreal Garro (1963)[52]
- José Agnelli (1964)[57]
- Sylvio Pirillo (1964)[57]
- Armando Renganeschi (1965)[52]
- Picolim (1965)[51]
- Floreal Garro (1965–octubre de 1965)[58][59][60]
- Picolim (octubre de 1965–noviembre de 1965)[60]
- Carlito Roberto (noviembre de 1965–diciembre de 1965)[52][60]
- Antônio Julião (diciembre de 1965)[60]
- Carlito Roberto (diciembre de 1965–1966)[60]
- Cilinho (enero de 1966-junio de 1966)[61][62]
- Manga (junio de 1966–1966)[62]
- Picolim (1966)[51]
- Diede Lameiro (septiembre de 1967–junio de 1968)[52][63]
- Vail Mota (1969–1970)[52]
- Fernando Sátiro (mayo de 1970)[64][65]
- Almeida (1971)[52]
- Gaspar (??–agosto de 1972)[66]
- Bazzani (agosto de 1972–septiembre de 1972)[66][67]
- Bazzani (septiembre de 1972–?)[67]
- José Agnelli (1973–1974)[52][68]
- Vicente Arenari (1974)[68]
- Bazzani (octubre de 1974–noviembre de 1974)[67]
- Ilzo Neri (1974-abril de 1975)[68][69]
- Vail Mota (1976)[70]
- Bazzani (septiembre de 1976–febrero de 1977)[67]
- Vail Mota (febrero de 1977–1977)[52][71]
- Bazzani (marzo de 1977)[67][71]
- Aymoré Moreira (marzo de 1977–1977)[52][67][71]
- Bazzani (octubre de 1977–abril de 1978)[67]
- Boca (abril de 1978–1978)[67]
- Marão (1978)[52]
- Sérgio Clérice (1979–1980)[52][72]
- Mário Travaglini (1980)[72]
- Fescina (1980)[72][73]
- Diede Lameiro (junio de 1980–septiembre de 1980)[52][63]
- Cláudio Garcia (1980)[70]
- Mazinho (enero de 1981-abril de 1981)[70]
- Antoninho (abril de 1981)[70]
- Mário Travaglini (mayo de 1981)[70]
- Bazzani (mayo de 1981-junio de 1981)[70][67]
- Dudu (junio de 1981–septiembre de 1981)[52][67][70]
- Mário Travaglini (septiembre de 1981)[70]
- Dudu (septiembre de 1981–1981)[70]
- Roberto Brida (1982–mayo de 1982)[74]
- Bazzani (interino- mayo de 1982)[67][74]
- Sérgio Clérice (mayo de 1982–1982)[67][74]
- Diede Lameiro (septiembre de 1982–diciembre de 1982)[52][63]
- Tadeu Carvalho (1982)[75]
- Sebastião Lapolla (enero de 1983–abril de 1983)[52]
- Roberto Brida (1983)[70]
- Diede Lameiro (agosto de 1983–octubre de 1983)[52][63]
- Mazinho (1984-julio de 1984)[70][76]
- Fescina (julio de 1984–agosto de 1984)[70][76]
- Bazzani (agosto de 1984)[76]
- Roberto Brida (septiembre de 1984–octubre de 1984)[52][76]
- Sérgio Clérice (noviembre de 1984–diciembre de 1984)[76]
- Bazzani (abril de 1985-mayo de 1987)[52][67][77][78]
- Sérgio Clérice (mayo de 1987–1988)[52][67][78][79]
- Fernando Paolillo (1988)[80]
- Laone Luiz Luz (1989)[81]
- Vail Mota (1989)[81]
- Mazinho (1990)[82]
- Vail Mota (1990)[52]
- Fito Neves (1991–octubre de 1991)[83][84]
- René Simões (octubre de 1991–1991)[83][84]
- Fantato (1992–abril de 1992)[85]
- Bazzani (interino- abril de 1992–mayo de 1992)[67][85]
- Palhinha (mayo de 1992–agosto de 1992)[67][85]
- Bazzani (interino- agosto de 1992)[67][85]
- Vail Mota (agosto de 1992–noviembre de 1992)[85]
- Vail Mota (enero de 1994–marzo de 1994)[86]
- Rubens Minelli (marzo de 1994–abril de 1994)[86]
- José Galli Neto (abril de 1994–mayo de 1994)[52][86][87]
- Marcão (septiembre de 1994–diciembre de 1994)[88]
- José Galli Neto (enero de 1995–marzo de 1995)[89]
- Mazinho (marzo de 1995–abril de 1995)[89]
- Vail Mota (mayo de 1995–agosto de 1995)[52][89]
- Bustamante (interino- septiembre de 1995)[89]
- Vail Mota (enero de 1996–febrero de 1996)[90]
- Wilson Carrasco (febrero de 1996–marzo de 1996)[90]
- Sérgio Clérice (marzo de 1996–junio de 1996)[90]
- Waldir Peres (1997)[91][92]
- José Galli Neto (1998)[93]
- Bazzani (enero de 1999–abril de 1999)[67]
- Carlos Rabello (abril de 1999–1999)[67]
- João Ricardo (1999)[94][95]
- Bazzani (febrero de 2000–abril de 2000)[67][96]
- Marco Antônio Machado (abril de 2000–2000)[67][96]
- Marcão (2000)[96]
- Dorival Júnior (abril de 2002–mayo de 2002)[97][98]
- Zé Humberto (mayo de 2002–febrero de 2003)[97][98]
- Pardal (febrero de 2003)[98]
- Wilson Mano (febrero de 2003–marzo de 2003)[98]
- Douglas Neves (abril de 2003–octubre de 2003)[98][99][100]
- Márcio Ribeiro (septiembre de 2003[101] o marzo de 2004–febrero de 2005)[98][102][103]
- Carlos Rossi (febrero de 2005–abril de 2005)[98]
- Douglas Neves (abril de 2005–junio de 2005)[98]
- Toninho Moura (julio de 2005–mayo de 2006)[103][104]
- João Martins (junio de 2006–septiembre de 2006)[98][104]
- Edison Só (septiembre de 2006–marzo de 2008)[98][105][106]
- Luiz Carlos Ferreira (marzo de 2008–abril de 2008)[107][108][109]
- Telão (interino- abril de 2008)[98][109]
- Paulo Cezar Catanoce (abril de 2008–mayo de 2008)[98]
- Edison Só (mayo de 2008–octubre de 2008)[110][111]
- Valmir Gritti (octubre de 2008–noviembre de 2008)[98][112]
- Ivo Secchi (octubre de 2008–enero de 2009)[112][113]
- Douglas Neves (febrero de 2009)[113]
- Carlos Rabello (febrero de 2009)[113][114]
- Toninho Moura (marzo de 2009)[113]
- Toninho Cobra (abril de 2009)[113]
- João Martins (junio de 2010–febrero de 2011)[115][116][117]
- Serginho Brasília (interino- febrero de 2011)[117]
- Felício Cunha (febrero de 2011–marzo de 2011)[116][118][119]
- Paulo César Catanoce (mayo de 2011–febrero de 2012)[120][116][98]
- Ito Roque (febrero de 2012–febrero de 2013)[121][122]
- Jorge Saran (interino- febrero de 2013–marzo de 2013)[116][123]
- Moisés Egert (marzo de 2013)[116][124][125]
- Jorge Saran (marzo de 2013–septiembre de 2013)[116][125][126][127]
- Fabrício Maia (interino- septiembre de 2013–2013)[116][127]
- Wagner Lopes (2013–diciembre de 2013)[116][128]
- Vilson Taddei (diciembre de 2013–febrero de 2014)[128][129]
- Antônio Picoli (febrero de 2014–julio de 2014)[129][130]
- Aílton Silva (agosto de 2014–octubre de 2014)[131][132]
- Ricardo Moraes (interino- octubre de 2014)[132]
- Milton Mendes (octubre de 2014–abril de 2015)[133][134][135]
- Ednelson (abril de 2015–2015)[136]
- Sérgio Vieira (noviembre de 2015–abril de 2016)[52][137][138]
- Ricardo Moraes (interino- abril de 2016)[138]
- Antônio Picoli (abril de 2016–febrero de 2017)[139][140]
- Ricardo Moraes (interino- febrero de 2017)[116]
- PC Oliveira (febrero de 2017–marzo de 2017)[141]
- Ricardo Moraes (interino- marzo de 2017–mayo de 2017)[141][142]
- PC Oliveira (mayo de 2017–mayo de 2018)[142][143][144]
- Bruno Pivetti (interino- mayo de 2018–junio de 2018)[145][146]
- Vinícius Munhoz (junio de 2018–diciembre de 2019)[147][148]
- Marcelo Vilar (diciembre de 2019–enero de 2020)[149][150]
- Sérgio Soares (enero de 2020–marzo de 2020)[151][152]
- Pintado (febrero de 2021–abril de 2021)[153][154]
- Elano (abril de 2021–marzo de 2022)[155][156]
- Thiago Carpini (marzo de 2022–mayo de 2022)[157][158]
- Vinicius Munhoz (mayo de 2022–enero de 2023)[159][160]
- Elano (enero de 2023–junio de 2023)[161][162]
- Alexandre Lopes (interino- junio de 2023/junio de 2023–enero de 2024)[163][164]
- Gabriel Remédio (interino- enero de 2024)[164]
- Vinícius Bergantin (enero de 2024–presente)[165][166]
- Júnior Rocha (julio de 2024–febrero de 2025)[167][168]
- Gabriel Remédio (interino- febrero de 2025)[168]
- Vinícius Bergantin (febrero de 2025–presente)[8]